# Rüstəm Mustafayev
Rüstəm Mammad oglu Mustafayev (Baku, 25 febbraio 1910 – Baku, 19 luglio 1940) è stato un pittore e scenografo azero. Fu pioniere delle arti decorative teatrali in Azerbaigian.

## Biografia
Nato a Baku nel 1910, Mustafayev si laureò all'Accademia delle belle arti dell'Azerbaigian. Già dalle prime opere, Mustafayev dimostrò 
la sua influenza per il costruttivismo. Nel 1936, fu invitato a lavorare per il Teatro statale accademico Axundov di opera e balletto dell'Azerbaigian. Collaborò con i drammaturghi Cəfər Cabbarlı e Hüsejn Cavid.
Mustafayev morì nel 1940 a Baku e fu sepolto nella Galleria d'Onore a Baku. Dal 1943, il Museo nazionale d'arte dell'Azerbaigian è stato intitolato a suo nome.

## Galleria di opere

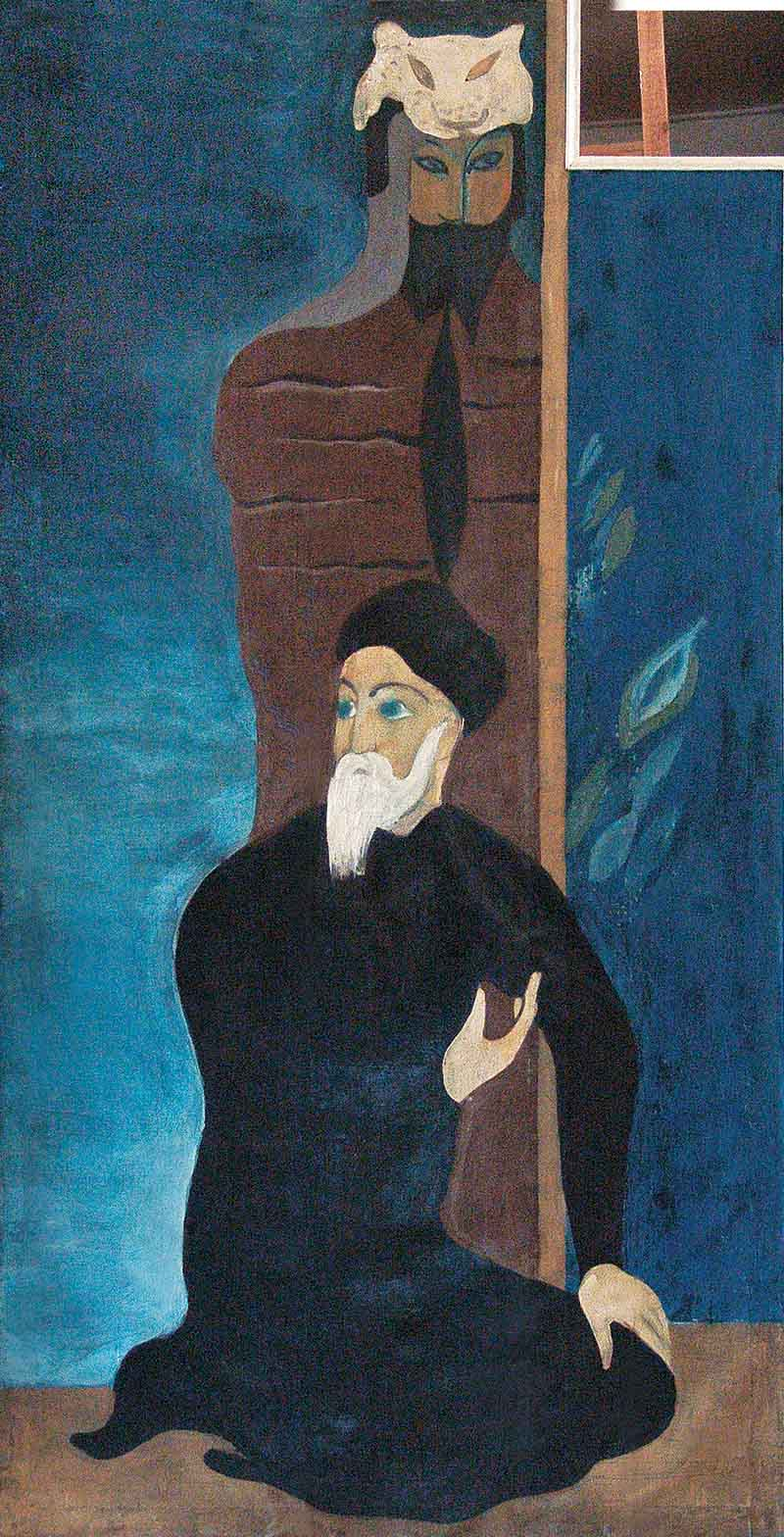
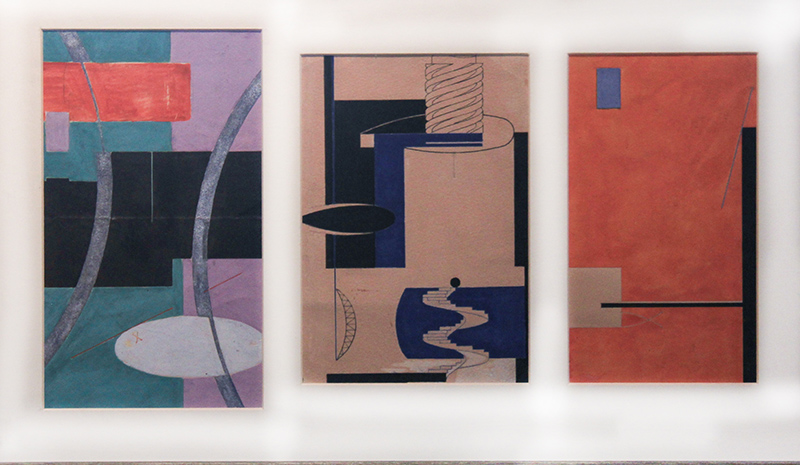
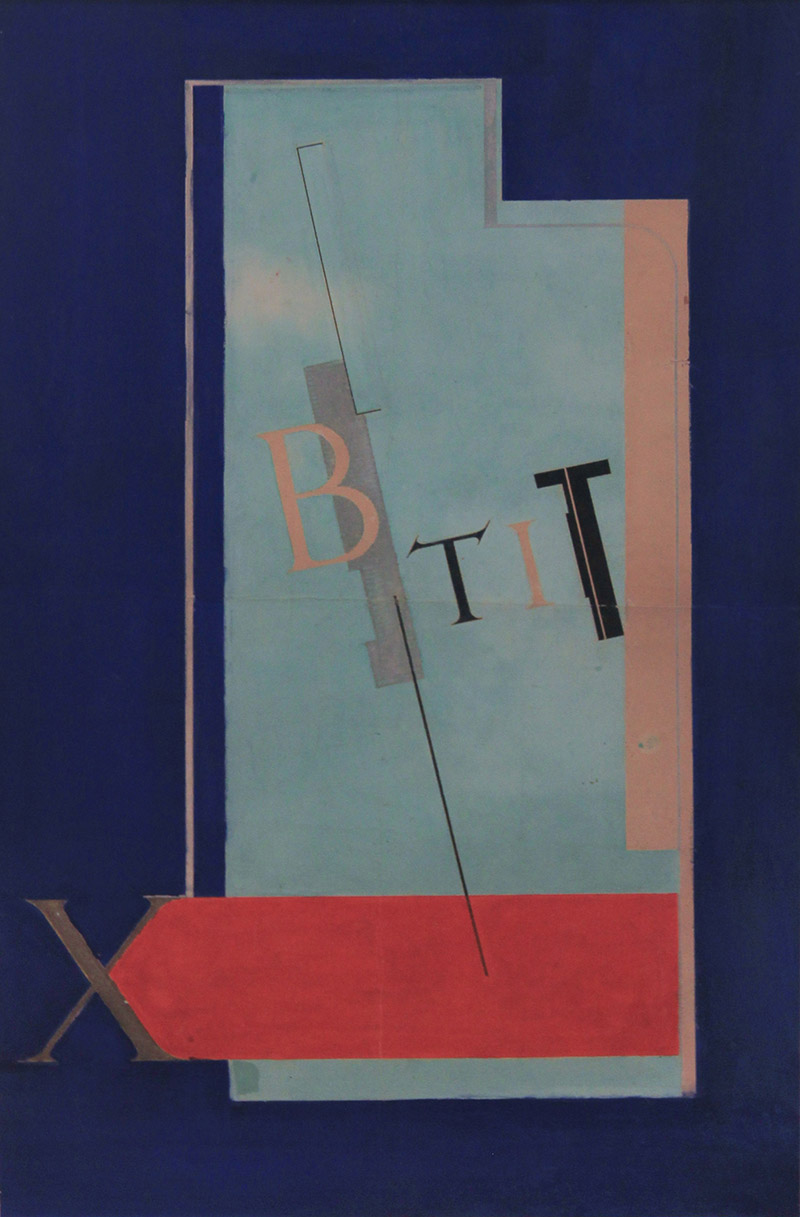